# Diphascon sanae
Diphascon sanae är en djurart som tillhör fylumet trögkrypare, och som beskrevs av Dastych, Ryan och Watkins 1990. Diphascon sanae ingår i släktet Diphascon och familjen Hypsibiidae. Inga underarter finns listade i Catalogue of Life.